# 베트남 이름
베트남 이름은 성과 가운데 자, 이름으로 이루어진다. 근대 들어 한자가 폐지되면서 자기 이름을 한자로 쓸 줄 아는 베트남인은 적지만 한자의 의미가 있는 경우가 있다. 베트남어는 성조 언어로서 여섯가지 높낮이가 있는데, 베트남 이외의 국가에서는 보통 이 까다로운 성조 부호를 떼고 흔히 로마자만으로 표기한다.

## 성
베트남은 한자를 사용했기 때문에 한자로 된 성씨가 존재한다. 남부에는 말레이계 종족인 참족이나 그 밖의 베트남 소수민족 언어에서 비롯된 성도 있으나, 그것을 적을 수 있는 글자가 한자밖에 없던 시절에 외자 한자로 단축되어 적혔기 때문에 겉보기에 가늠하기 어려운 경우가 많다. 베트남 성씨에서 특히 가장 많은 성씨인 'Nguyễn 응우옌[*]이며 모든 인구에서 차지하는 비중이 무려 38.4%나 된다. 이 성씨는 중국 남부에도 있으나, 그 비율은 베트남보다 훨씬 낮다.
일부 베트남인들은 아버지와 어머니의 성을 모두 쓰는 '부모성 함께 쓰기'를 한다.
1. 베트남어: Nguyễn응우옌 완(38.4%)
2. 베트남어: Trần쩐 진(11%)
3. 베트남어: Lê레 려/여(9.5%) (예:레꽁빈)
4. 베트남어: Phạm팜 범(7.1%) (예:팜탄빙)
5. 베트남어: Huỳnh/Hoàng후인/호앙 황(5.1%) (예:후인퀑탄)
6. 베트남어: Phan판 반(4.5%)
7. 베트남어: Vũ/Võ부, 보 무(3.9%)
8. 베트남어: Đặng당 등(2.1%)
9. 베트남어: Bùi부이 배(2%)
10. 베트남어: Đỗ도 두(1.4%)
11. 베트남어: Hồ호 호(1.3%)
12. 베트남어: Ngô응오 오(1.3%)
13. 베트남어: Dương즈엉 양(1%)
14. 베트남어: Lý리 이(0.5%)

## 가운데 자
다른 한자문화권과 가름되는 베트남 이름의 특징은 가운데 자의 존재이다. 가운데 자란 남자 또는 여자 이름 첫 음절에 습관적으로 쓰도록 정해져 있는
글자를 말한다. 외자 성과 두 음절 이름 가운데 이름의 첫 음절이 가운데 자로 잡혀 있으므로, 실제 개인 이름은 끝 음절 한 음절에 국한된다.
가운데 자는 아이 부모에 따라 매우 제한된 범위 내에서 선택되었는데, 여성의 경우는 매우 치우쳐 있었다. 일례로 과거의 거의 대부분의 베트남 여성은 베트남어: Thị티 티를 가운데 자로 썼다.(오늘날은 사실상 개인을 가름하는 가능을 하지 못하므로 아예 줄이는 경우도 있다) 남성의 경우는 베트남어: Văn반, 베트남어: Hữu흐우, 베트남어: Đức득, 베트남어: Công꽁, 베트남어: Quang꽝등이 많았고, 그 밖에도 선택의 여지가 있었다. 미들 네임은 보통 다음과 같은 기능을 갖고 있다.
- 세대 구분: 형제자매는 보통 같은 가운데 자를 붙이기 때문에, 그들은 그들의 부모 대나 자식 대와 구별되었다.
- 성씨의 세부 분류를 표시: "베트남어: Nguyễn Hữu" "베트남어: Nguyễn Sinh"(같은 응우옌 씨라도 미들 네임으로 구별) 그러나 이 부분은 논쟁의 여지가 많으며, 동일성의 세부 구분이 아니라 서로 다른 두 성씨를 병용한 것이라는 설도 있다.
- 가족 내의 서열을 표시: 나이서열에 따라 다르게 붙인 경우 등(이 기능은 앞의 두 기능보다 드물다)

## 이름
이름에는 모두 고유한 의미가 있는데, 여성은 아름다움을 나타내는 형용사나 꽃의 이름, 남성에게는 부모가 그 아이에게 바라는 덕목이나 품성 등을 반영하는 이름을 붙였다. 베트남인은 보통 호칭할 때 서로의 이름을 부른다. 성씨로 서로 호칭하는 경우는 전혀 없지는 않지만 매우 드물며, 공식적인 경우에도 이름에 필요한 직함이나 경칭을 붙여서 호칭하는 것이 보통이다. 단 문서나 공식적으로 이름을 밝힐 때에는 성씨도 사용한다. 여러모로 대조적인 남부와 북부 사이에는 호칭에서도 차이가 존재하는데, 과거의 북부 기혼여성은 성에 티(베트남어: Thị)를 붙여서 호칭하는 것이 일반적이었다. 최근에 북부의 의사 집단은 성+호칭을 다른 어떤 집단보다 자주 사용하고 있다. 매우 유명한 몇몇 사람들은 성+애칭만으로 호칭되는데 베트남의 국부인 Hồ Chí Minh 호찌민[*](호 아저씨)이 그 좋은 예이다.

## 베트남인 호칭의 예
현 베트남의 총리인 응우옌떤중(Nguyễn Tấn Dũng)은 성이 응우옌, 턴이 가운데 자, 둥이 이름이다. 공식적으로는 이름+경칭으로 호칭(Mr. Dũng)되며, 응우옌씨라고는 하지 않는다. 이것은 성의 가짓수가 적고 일부 성씨에 치우쳐 있어 구별이 어려운 것도 무관하지 않은 것으로 보인다.
성을 호칭으로 쓰는 것은 대단히 높은 경의를 나타내는 경우에 한정된다. 호찌민(베트남어: Hồ Chí Minh / 胡志明 호지명)을 "호 아저씨(베트남어: Bác Hồ)라고 부르거나, 똔득탕(베트남어: Tôn Đức Thắng)을 "똔 아저씨(베트남어: Bác Tôn)라고 부르는 것이 그런 예이다. 보응우옌잡(베트남어: Võ Nguyên Giáp) 장군도 생전에는 "잡 장군(베트남어: Tướng Giáp)이나 "잡 형(Anh Giáp)"으로 불렸다. 나라의 영웅에게도 마찬가지로 보티사우(베트남어: Võ Thị Sáu)를 보티사우 누나(Chị Võ Thị Sáu)라고 부르는 것과 같은 예가 있다(일반적인 Mr. Ms.는 베트남어로는 본래 Anh나 Chị가 아닌 Ông, Bà를 쓴다).
실제로 친근한 사이에는 비슷한 또래 친구끼리는 개인의 특징을 따와서 "키다리 남", "콧노래 꾸인"과 같은 별명(Tên Hiệu)으로 부른다. 그리고 이름이 같은 남녀가 한 장소에 있다면 가운데 자까지 넣어서 구분하기도 한다. 예를 들어 응우옌티빈이라는 여성과 응우옌반빈이라는 남성이 함께 있다면 여성을 "티빈", 남성을 "반빈"으로 부르는 식이다.
연장자를 직접 부를 때에는 형/오빠(Anh)이나 누나/언니(Chị)를 붙여서 부르기도 한다. 가령 "빈"이라는 이름을 가진 형 뻘되는 남성에게는 "빈 형(Anh Bin)"이라 부르고, 같은 이름을 가진 언니 뻘 되는 여성에게는 "빈 언니(Chị Bin)"라고 부르는 식이다. 그리고 자기 부모보다 조금 젊은 정도의 연장자라면 cô나 chú를 붙여서 부르기도 한다. 상대가 여성이라면 cô를 붙여서 "꼬 빈"이라 부르고, 남성이라면 chú를 붙여서 "쭈 빈"이라고 부른다. 동생 뻘 되는 사람을 부를 때에는 성별에 관계 없이 em을 붙여서 부르기도 한다. 이렇게 나이와 관계에 따라서 호칭이 세세하게 바뀌며 동시에 자기 자신을 가리키는 1인칭어도 바뀐다.
한편 일상생활에서 의식하는 것은 "이름"뿐이며 성을 사용할 기회는 거의 없기 때문에 친구끼리라도 서로의 성을 모르는 경우도 많다. 다만 최근에는 페이스북과 같은 SNS의 보급으로 이러한 상황에도 변화가 생기고 있다.

## 같이 보기
- 성씨
- 한국의 성씨 목록